# Mobulu M'Futi
Mobulu M'Futi (Kinsasa, República Democrática del Congo, 28 de agosto de 1981), futbolista congoleño, naturalizado suizo. Juega de delantero y su actual equipo es el FC Le Mont de la 1. Liga.

## Clubes
| Club              | País    | Año         |
| ----------------- | ------- | ----------- |
| FC Sion           | Suiza   | 1999-2002   |
| Neuchâtel Xamax   | Suiza   | 2002-2005   |
| FC Istres         | Francia | 2005-2007   |
| FC Sion           | Suiza   | 2007-2009   |
| FC Aarau          | Suiza   | 2009-2010   |
| Servette FC       | Suiza   | 2010-2012   |
| Étoile Carouge FC | Suiza   | 2012        |
| FC Stade Nyonnais | Suiza   | 2012 - 2013 |
| FC Le Mont        | Suiza   | 2013 -      |